# Kaihim Thomas
Kaihim Torell Thomas (Port of Spain, 8 febbraio 2003) è un calciatore trinidadiano, centrocampista del Defence Force e della nazionale trinidadiana.

## Carriera

### Club
Ha iniziato la sua carriera calcistica nel 2022 con la maglia del La Horquetta Rangers, club con cui già aveva giocato a livello giovanile; nel 2023 si è trasferito al Defence Force, club della prima divisione trinidadiana.

### Nazionale
Ha debuttato con la nazionale trinidadiana il 1º marzo 2023 in un'amichevole persa 1-0 contro la Giamaica.
Nel 2025 è stato incluso nella lista dei convocati per la CONCACAF Gold Cup 2025.

## Statistiche

### Cronologia presenze e reti in nazionale
| Cronologia completa delle presenze e delle reti in nazionale ― Trinidad e Tobago | Cronologia completa delle presenze e delle reti in nazionale ― Trinidad e Tobago | Cronologia completa delle presenze e delle reti in nazionale ― Trinidad e Tobago | Cronologia completa delle presenze e delle reti in nazionale ― Trinidad e Tobago | Cronologia completa delle presenze e delle reti in nazionale ― Trinidad e Tobago | Cronologia completa delle presenze e delle reti in nazionale ― Trinidad e Tobago | Cronologia completa delle presenze e delle reti in nazionale ― Trinidad e Tobago | Cronologia completa delle presenze e delle reti in nazionale ― Trinidad e Tobago |
| Data                                                                             | Città                                                                            | In casa                                                                          | Risultato                                                                        | Ospiti                                                                           | Competizione                                                                     | Reti                                                                             | Note                                                                             |
| -------------------------------------------------------------------------------- | -------------------------------------------------------------------------------- | -------------------------------------------------------------------------------- | -------------------------------------------------------------------------------- | -------------------------------------------------------------------------------- | -------------------------------------------------------------------------------- | -------------------------------------------------------------------------------- | -------------------------------------------------------------------------------- |
| 1-3-2024                                                                         | Port of Spain                                                                    | Trinidad e Tobago                                                                | 0 – 1                                                                            | Giamaica                                                                         | Amichevole                                                                       | -                                                                                |                                                                                  |
| 3-3-2024                                                                         | Malabar                                                                          | Trinidad e Tobago                                                                | 0 – 0                                                                            | Giamaica                                                                         | Amichevole                                                                       | -                                                                                | 78’                                                                              |
| 17-12-2024                                                                       | Riyadh                                                                           | Arabia Saudita                                                                   | 3 – 1                                                                            | Trinidad e Tobago                                                                | Amichevole                                                                       | -                                                                                | 46’                                                                              |
| 6-2-2025                                                                         | Montego Bay                                                                      | Giamaica                                                                         | 1 – 0                                                                            | Trinidad e Tobago                                                                | Amichevole                                                                       | -                                                                                | 73’                                                                              |
| 9-2-2025                                                                         | Kingston                                                                         | Giamaica                                                                         | 1 – 1                                                                            | Trinidad e Tobago                                                                | Amichevole                                                                       | -                                                                                | 66’                                                                              |
| 21-3-2025                                                                        | Santiago de Cuba                                                                 | Cuba                                                                             | 1 – 2                                                                            | Trinidad e Tobago                                                                | Gold Cup 2025 - Play-Off                                                         | -                                                                                | 81’                                                                              |
| 25-3-2025                                                                        | Couva                                                                            | Trinidad e Tobago                                                                | 4 – 0                                                                            | Cuba                                                                             | Gold Cup 2025 - Play-Off                                                         | -                                                                                | 55’                                                                              |
| 31-5-2025                                                                        | Brentford                                                                        | Trinidad e Tobago                                                                | 0 – 4                                                                            | Ghana                                                                            | Amichevole                                                                       | -                                                                                |                                                                                  |
| 19-6-2025                                                                        | Houston                                                                          | Trinidad e Tobago                                                                | 1 – 1                                                                            | Haiti                                                                            | Gold Cup 2025 - 1º turno                                                         | -                                                                                | 87’                                                                              |
| 22-6-2025                                                                        | Paradise                                                                         | Arabia Saudita                                                                   | 1 – 1                                                                            | Trinidad e Tobago                                                                | Gold Cup 2025 - 1º turno                                                         | -                                                                                | 80’                                                                              |
| Totale                                                                           |                                                                                  | Presenze                                                                         | 10                                                                               |                                                                                  | Reti                                                                             | 0                                                                                |                                                                                  |